# Dumitru Focșeneanu
Dumitru Focșeneanu (Breaza, 8 de noviembre de 1935-Ploiești, 20 de junio de 2019) fue un deportista rumano que compitió en bobsleigh en las modalidades doble y cuádruple.
Ganó dos medallas en el Campeonato Mundial de Bobsleigh, en los años 1969 y 1973, y tres medallas en el Campeonato Europeo de Bobsleigh, en los años 1969 y 1971.

## Palmarés internacional
| Campeonato Mundial | Campeonato Mundial           | Campeonato Mundial | Campeonato Mundial |
| Año                | Lugar                        | Medalla            | Prueba             |
| ------------------ | ---------------------------- | ------------------ | ------------------ |
| 1969               | Lake Placid (Estados Unidos) | Medalla de plata   | Doble              |
| 1973               | Lake Placid (Estados Unidos) | Medalla de bronce  | Doble              |
| Campeonato Europeo |                              |                    |                    |
| Año                | Lugar                        | Medalla            | Prueba             |
| 1969               | Cervinia (Italia)            | Medalla de plata   | Doble              |
| 1969               | Cervinia (Italia)            | Medalla de plata   | Cuádruple          |
| 1971               | Königssee (RFA)              | Medalla de oro     | Cuádruple          |